# William Windham (1750-1810)
Ne doit pas être confondu avec William Wyndham.
Pour les articles homonymes, voir William Windham.
William Windham né le 3 mai 1750, mort le 4 juin 1810 est un homme politique britannique, ministre et pair de la Grande-Bretagne, membre du parti whig.

## Biographie
Ministre de la guerre avec lequel Joseph de Puisaye eut affaire dans la gestion des émigrés de France pendant la Révolution.

## À voir aussi
- Oxford Dictionary of National Biography,
- Oxford University Press

## Sources
- (en) Cet article est partiellement ou en totalité issu de l’article de Wikipédia en anglais intitulé « William Windham » (voir la liste des auteurs).